# Wapen van Noordenveld

Wapen van Noordenveld

Het wapen van Noordenveld is het gemeentelijke wapen van de Drentse gemeente Noordenveld. De beschrijving luidt: 
"In sinopel een klaverblad van goud en een schildzoom, geblokt van sabel en zilver. Het schild gedekt met een gouden kroon van drie bladeren en twee parels"
De heraldische kleuren zijn sinopel (groen), goud, sabel (zwart) en zilver. Het schild is gedekt met een gravenkroon.

## Geschiedenis
Met de zwarte schildzoom wordt de historische ligging van het gebied weergegeven dat vroeger geheel omgeven was met veen. Daarnaast voerden verschillende adellijke geslachten op het grondgebied van de drie gemeenten Norg, Peize en Roden waaruit Noordenveld bestaat, een schildzoom op hun familiewapen. Op de schildzoom van Noordenveld zijn de penningen achterwege gelaten omdat de herinnering aan de historische geografische ligging belangrijker is dan de herinneringen aan de historische geslachten. Daarentegen wordt de schildzoom onderbroken door blokjes, omdat de beslotenheid eeuwenlang doorbroken is. Vanwege de ligging in de stedendriehoek Drachten-Assen-Groningen is het gebied tegenwoordig open voor forensenverkeer. Het lage gebied in het noorden wordt gesymboliseerd met het klaverblad, de zandgronden met de kleur goud. De kleuren werden echter omgekeerd om enerzijds niet te veel nadruk te leggen op deze symboliek, anderzijds om elke verwijzing naar het wapen van Meppel te vermijden. Ten slotte verwijzen de drie bladeren van de klaver naar de drie voormalige gemeenten.
Bij Koninklijk Besluit van 25 juni 1999 werd het wapen aan de gemeente verleend.

## Verwant wapen

De Vos van Steenwijk

Aa en Hunze · Assen · Borger-Odoorn · Coevorden · De Wolden · Emmen · Hoogeveen · Meppel · Midden-Drenthe · Noordenveld · Tynaarlo · Westerveld